# Александрийский уезд
Александри́йский уе́зд — административная единица в составе Екатеринославского наместничества, Херсонской и Кременчугской губерний. Центр — город Александрия.

## История
Александрийский уезд был образован в 1784 году в составе Екатеринославского наместничества. Упразднён в 1796 году и восстановлен в 1806 году в составе Херсонской губернии. В 1920 году отнесён к Кременчугской губернии.
Упразднён 7 марта 1923 года. На основе Александрийского уезда создан Александрийский округ.

## Население
По данным переписи 1897 года в уезде проживало 416 576 тысяч человек. В том числе мужчин — 209 168; женщин — 207 408. В уездном городе Александрии проживало 14 007 человек, в заштатном Новогеоргиевске — 11 594.

## Административное деление
В 1886 году в уезде было 48 волостей:
1. Аджамская волость;
2. Александровская волость;
3. Александровская (Аврамова) волость;
4. Бандуровская волость;
5. Баштинская волость;
6. Берёзовская волость;
7. Богоявленская волость;
8. Боковская волость;
9. Браиловская волость;
10. Братолюбовская волость;
11. Васильевская волость;
12. Верблюжская волость;
13. Высокобуеракская волость;
14. Глинская волость;
15. Григорьевская волость;
16. Диковская волость;
17. Дмитровская волость;
18. Душенькевическая волость;
19. Елисаветградковская волость;
20. Звенигородская волость;
21. Казарнская волость;
22. Косовская волость;
23. Красно-Каменская волость;
24. Краснопольская волость;
25. Красносельская волость;
26. Лозоватская волость;
27. Макарихская волость;
28. Мироновская волость;
29. Моисеевская волость;
30. Мошоринская волость;
31. Новгородковская волость;
32. Новогеоргиевская волость;
33. Новопрагская волость;
34. Новостародубская волость;
35. Овнянская волость;
36. Онуфриевская волость;
37. Оситняжская волость;
38. Павлышская волость;
39. Петровская волость;
40. Светлопольская волость;
41. Сентовская волость;
42. Софиевская волость;
43. Стецовская волость;
44. Таловобалковская волость;
45. Федварьская волость;
46. Фёдоровская волость;
47. Федорская волость;
48. Шамовская волость

В 1913 году в уезде было 32 волости:
1. Аджамская волость;
2. Бандуровская волость;
3. Богоявленская волость;
4. Боковская волость,
5. Братолюбовская волость;
6. Верблюжская волость;
7. Глинская волость;
8. Дмитровская волость;
9. Елисаветградковская волость;
10. Звенигородская волость;
11. Иванковецкая волость;
12. Косовская волость;
13. Красно-Каменская волость;
14. Красносельская волость;
15. Мироновская волость;
16. Моисеевская волость;
17. Мошоринская волость;
18. Новгородковская волость;
19. Новогеоргиевская волость;
20. Ново-Прагская волость;
21. Новостародубская волость;
22. Онуфриевская волость;
23. Оситняжская волость;
24. Павлышская волость;
25. Петровская волость;
26. Покровская волость;
27. Светлопольская волость;
28. Стецовская волость,
29. Субботская волость;
30. Федварьская волость;
31. Фёдоровская волость;
32. Цыбулевская волость.